# Angosto del Bala
Angosto del Bala ist eine Verengung des Flussbetts, durch das der Río Beni fließt. Es ist maximal 60 Meter breit und befindet sich etwa 16 Kilometer flussaufwärts der Stadt Rurrenabaque im Departamento Beni (Bolivien). 
Es wird von der Regierung Evo Morales beabsichtigt, ein großes Wasserkraftwerk dort zu errichten, wofür über 300.000 Hektar Land überflutet würden. Betroffen davon wäre auch das Biosphärenreservat Pilón Lajas. 2015 wurde ein spezialisiertes Unternehmen aus Italien mit der technischen Planung beauftragt, deren Ergebnisse 2016 präsentiert wurden. Die Kapazität soll 3.676 Megawatt erreichen, was mehreren großen Wärmekraftwerken entspricht. Die technischen Installationen des primären Kraftwerks sollen in der Provinz Franz Tamayo entstehen, wobei die erzeugte Elektrizität in das Stromnetz der Hauptstadt La Paz fließen sollen. Ein sekundäres Kraftwerk ist beim Angosto del Bala geplant. Die veranschlagte Investitionssumme beträgt 6 Mrd. US-Dollar.
Neben den Erträgen aus der Energieerzeugung werden weitere positive Effekte erwartet. Zum Ersten können die Erdgas-Reserven anderweitig genutzt werden, zum Zweiten können Überschwemmungen des Tieflands (Moxos-Ebene) wirksam verhindert oder gemindert werden und zum Dritten wird durch die Verbesserung der Binnenschifffahrt ein Anstieg des Ökotourismus erwartet, verbunden mit einer nachhaltigen Entwicklung der Region.
Das Projekt ist auch Teil der nationalen Strategie, Bolivien zu einem bedeutenden Energie-Produzenten und -Exporteur in Südamerika zu entwickeln.